# الهيئة السعودية للمهندسين
الهيئة السعودية للمهندسين | Saudi Council of Engineers : صدر نظام الهيئة بالمرسوم الملكي رقم م / 36 في : ( 26/9/1423 هـ ) ، بناء على قرار مجلس الوزراء رقم226 في : ( 13/9/423 هـ ) ، وهي هيئة مهنية علمية، تهدف إلى النهوض بمهنة الهندسة وكل ما من شأنه تطوير ورفع مستوى هذه المهنة والعاملين فيها المركز الرئيسي للهيئة يقع في مدينة الرياض ويتبع لها عدد من الفروع في مختلف مناطق ومحافظات المملكة العربية السعودية.

## الأهداف الاستراتيجية:
- تعزيز البناء المؤسسي:
يعنى هذا الهدف بتطوير البنية الأساسية والتنظيمية للهيئة والتي تغطى تطوير القدرات التنظيمية والقدرات البشرية، والقدرات التقنية، بالإضافة الى تعزيز استدامة القدرات الآلية للهيئة.
- بناء الشراكات وتطوير الأعمال:
يركز هذا الهدف الى تبنى مبادرات نوعية في تغطية الشراكات الواردة في نموذج التكامل مع الجهات الحكومية. كما تركز مبادرات هذا الهدف إلى تغطية الشراكات المهنية مع الجهات الدولية وتفعيلها بالشراكة مع الجهات التعليمية والأكاديمية المحلية. كما يتضمن شراكات تسويقية، وتطوير أعمال مع بعض الجهات المعنية
- تطوير بنية الخدمات:
یعنی هذا الهدف بتطوير بنية تقديم خدمات الاعضاء، وضمان فعاليتها، حيث يتضمن الهدف العديد من المبادرات التي تركز على ضمان مستويات عالية من التسويق والتواصل مع الأعضاء، وتطبيق أنظمة وتقنيات إدارة علاقات الأعضاء.
- رفع مستوى الجاهزية لسوق العمل:
يتضمن هذا الهدف بعض المبادرات الحيوية فى وضع الهيئة ضمن خارطة التأثير المجتمعي للمهن الفنية والهندسية، حيث يشتمل على مبادرات موجهة الى مهندي المستقبل من طلاب المرحلة الأساسية، وطلاب كليات الهندسة، بهدف رفع مستوى جاهزيتهم فى مراحل متقدمة، بالإضافة الى تقديم حزم تشجيعية لذوي الدرجات المهنية المتقدمة وتطوير الأنظمة والتشريعات اللازمة لدفع القطاع الهندسي في المملكة.
- تطوير منظومة خدمات الأعضاء:
يعنى هذا الهدف بتطوير خدمات الأعضاء الأساسية والتي تغطى الأفراد والمكاتب والشركات الهندسية، والتي تغطى خدمات العضوية العامة المهارية.
- الارتقاء بمستوى الممارسات المهنية للأعضاء:
يركز هذا الهدف على تبنى العديد من المبادرات المهمة فى الارتقاء بمستوى معايير مزاولة المهن الهندسية بما يتواكب مع أفضل الممارسات العالمية. كما يعنى بإدارة تطبيقها وفق مبدأ تولى زمام المبادرة مع الأعضاء. كما يتضمن هذا الهدف الى توسيع مشاركة لجان الاعتماد المهنى فى الارتقاء بالمستوى المهني للأعضاء على نحو أكثر فاعلية.
- ضمان الالتزام بمعايير جودة الممارسات المهنية:
يركز هذا الهدف على تبنى مبادرات أكثر فاعلية تهدف الى تعزيز الدور الرقابي للهيئة، ويساعد في توسيع دائرة نشاط المطابقة والالتزام المسند الى الهيئة وفق نظام مزاولة المهن الهندسية.

## المهام
- وضع أسس ومعايير مزاولة المهن الهندسية وتطويرها بما في ذلك شروط الترخيص.
- وضع القواعد والامتحانات اللازمة للحصول على الدرجات المهنية.
- إعداد الدراسات والبحوث والإحصاءات المتعلقة بشعب وفروع الهندسة، ونشرها، وإصدار مجلات مهنية وعلمية.
- تنظيم الدورات وإقامة المؤتمرات والندوات والمعارض ذات العلاقة بالمهن الهندسية، والمشاركة فيها.
- إبداء المقترحات التي تراها مناسبة للقرارات والتعليمات المتعلقة بالمهن الهندسية.
- تقديم المشورة الفنية في مجال اختصاصها وفقاً للضوابط التي يقرها مجلس إدارة الهيئة.

## الشعب الهندسية
فيما يلي بعض الشعب الهندسية الرئيسية المعتمدة ويندرج منها العديد من الشعب الفرعية:
1. شعبة الهندسة المدنية.
2. شعبة الهندسة الكهربائية.
3. شعبة الهندسة الميكانيكية.
4. شعبة الهندسة الصناعية.
5. شعبة الهندسة الكيميائية.
6. شعبة العمارة والهندسة المعمارية.

## الاستراتيجيات
الاستراتيجية الأولى:
«المساهمة في رفع مستوى التعليم الهندسي في المجالات الأكاديمية والتدريبية والمهنية بهدف تحقيق التوافق بين مخرجات التعليم ومتطلبات سوق العمل».
الخـطـط :
- التنسيق مع الجامعات ودعم جهودها في المراجعة المستمرة لسياسات وبرامج التعليم في المجالات الأكاديمية والتدريبية والمهنية للطالب قبل التخرج، ومن ذلك:
- تنمية مهارات الطلاب.
- معايير وأسس قبول الطلبة في الجامعات.
- قوة المناهج وتطورها المستمر على ضوء التطورات الفنية في المجال الهندسي.
- برامج التدريب الصيفي والتعاوني ومشاريع التخرج.
- قياس مدى تلبية مخرجات التعليم الهندسي لمتطلبات سوق العمل وتطوير مؤشر سنوي لذلك.
- العمل على تحقيق التكامل بين الجمعيات الهندسية بالجامعات والهيئة والاشتراك في تنظيم الندوات والمؤتمرات العلمية والمهنية.
- تشجيع جهود التأليف والترجمة.

الاستراتيجية الثانية:
الارتقاء بقدرات المهندسين والفنيين باعتماد مناهج التدريب والتأهيل على المستوى الوطني التي تمكنهم من الممارسة المهنية الفاعلة.
الخـطـط :
- اعتماد مستويات مهنية متدرجة للمهندسين تطبق على المستوى الوطني في القطاعين العام والخاص يخضع التدرج فيها إلى امتحانات مهنية معتمدة من الهيئة وفق أسس ومعايير عالمية وإخضاع التدرج في السلم الوظيفي لما يتم تحقيقه في المستويات المهنية.
- العمل مع الجهات التدريبية الحكومية والخاصة والجامعات لاستحداث برامج تدريبية معتمدة لكافة التخصصات والمستويات المهنية الهندسية وتقويمها وفق معايير محددة وتطويرها بصفة مستمرة على ضوء المستجدات التقنية واحتياجات سوق العمل.
- وضع أسس وقواعد لاحتساب ساعات التدريب لغرض التأهيل واعتماد سجل تدريبي لجميع المهندسين.
- التطوير المستمر للقواعد المعلوماتية المتعلقة بمراكز التدريب الداخلية والخارجية واقتراح أطر محددة للتعاون فيما بينها وإعداد قواعد معلوماتية بشأن المتدربين والخبراء وفقاً لخبراتهم وتخصصاتهم وتحديثها بشكل دوري.

الاستراتيجية الثالثة:
- العمل على اعتماد أسس وقواعد تحكم التراخيص والممارسة الهندسية وأخلاقيات المهنة.
- العمل على إيجاد نظام فاعل ومؤثر لممارسة مهنة الهندسة في المملكة يحدد أسس وقواعد ومتطلبات الترخيص لممارسة المهنة للأفراد والشركات وان يحدد النظام أيضاً الأسس والقواعد الإدارية والمهنية التي يلزم تحقيقها عند تجديد الترخيص.
- إعداد أدلة شاملة توضح الأسس والقواعد التي تحكم ممارسة المهنة وأخلاقيات الممارسة ومتطلبات التأهيل للمكاتب والمنشآت الهندسية.
- المراقبة المستمرة للممارسات المهنية وتطبيق أي عقوبات أو جزاءات أو غرامات للمخالفات المهنية.

الاستراتيجية الرابعة:
تشجيع البحث والتطوير والابتكار والإبداع في كافة المجالات الهندسية.
الخـطـط :
- تشجيع إيجاد مراكز أبحاث قوية في المؤسسات الهندسية والشركات الكبرى والاهتمام في تعزيز التنسيق والتكامل فيما بينها بهدف إيجاد منظومة بحثية فاعلة على المستوى الوطني تساهم في تعزيز الاستقلالية والتنمية الاقتصادية.
- العمل على إيجاد جوائز محفزة على مستويات الأفراد والمؤسسات في مجالات التصميم والتطوير والابتكار والاختراع.
- العمل على قيام الدولة بتخصيص ميزانيات متنامية للبحث والتطوير لمختلف الجهات الحكومية وتكليف المؤسسات الهندسية الوطنية بتنفيذها.
- العمل على تضمين العقود الحكومية الكبيرة وعقود الشركات السعودية الكبرى بنوداً تؤكد على ضرورة مشاركة المؤسسات والأفراد السعوديين في تنفيذ جهود التطوير والتصميم ضمن هذه المشاريع.

الاستراتيجية الخامسة:
- تقديم خدمات جاذبة ومؤثرة للشركات والمكاتب الهندسية والمهندسين.
- التعريف بالتطورات التقنية واستخداماتها وتسهيل الحصول عليها.
- المساهمة في تطوير الأساليب والإجراءات الخاصة بممارسة الأعمال الهندسية المختلفة وخاصة في مجالات الجودة والقوى البشرية والجوانب المالية، واقتراح مستويات محددة للجودة وفقا لنوع الخدمات المقدمة وحجم الأعمال وطبيعتها.
- إيجاد مركز معلومات يحتوي على مراجع تقنية واسعة ويوفر مختلف الأنظمة المحلية والإقليمية والدولية ومطالب التعاقد والتنافس والإحصائيات.
- توفير المعلومات الكافية عن المشاريع التي تحتوي على جهود أو خدمات هندسية للاستعانة بها من قبل الأعضاء.

الاستراتيجية السادسة:
- مراجعة القرارات والأنظمة في القطاعين العام والخاص المتعلقة بمهنة وقطاع الهندسة واقتراح التعديلات المناسبة بشكل يساهم في تحقيق أهداف الهيئة.
- اقتراح التعديلات المناسبة لأنظمة المشتريات والأنظمة الأخرى المؤثرة في القطاعين العام والخاص بطريقة تساهم في تنمية القطاع الهندسي وتنمية القدرات الهندسية وتطويرها.
- أخذ زمام المبادرة بالإطلاع على مشاريع الأنظمة والقرارات المؤثرة على قطاع الهندسة والتنسيق مع الجهات المعنية بالتأثير الإيجابي عليها وتوسيع مشاركات الهيئة في اللجان المختلفة لخدمة ذلك، بما يعود بالرقي بالمستوى المهني ويحقق الفائدة لمقدمي الخدمة والمستفيدين منها.
- متابعة التأكيد على مرجعية الهيئة في التأهيل للأنشطة الهندسية على المستوى الوطني لجميع الجهات المستفيدة في القطاعين العام والخاص لضمان مستويات قياسية واحدة للتأهيل وكذلك مراقبة الأداء المهني لقطاع الخدمات الهندسية.

الاستراتيجية السابعة:
- المشاركة الفعالة للشركات السعودية والمهندسين السعوديين في مشاريع القطاعين العام والخاص وتنمية شراكة عمل حقيقية بين المؤسسات الهندسية السعودية والأجنبية بطريقة تحقق تنمية القدرات الوطنية.
- العمل على تجزئة العقود الكبيرة بطريقة تمكن الشركات الهندسية والمهندسين السعوديين من تنفيذ أكبر قدر منها.
- العمل على تضمين العقود الهندسية الكبيرة لبرامج تدريب ومساهمة مؤثرة للمهندسين السعوديين.
- تعميق استخدام التقنيات المتقدمة لدى المنشآت الهندسية والمهندسين السعوديين بدرجة تمكنهم من  إتاحة  فرصة مشاركتهم في المشاريع المختلفة.
- العمل على تحفيز الشركات الأجنبية الفائزة بعقود كبيرة بإعطاء عقود من الباطن للشركات السعودية والمهندسين السعوديين في مجالات مؤثرة.
- تحفيز المؤسسات الهندسية والمهندسين السعوديين بتنفيذ مشاريع هندسية خارج المملكة وتقديم  الرعاية والدعم والمساندة لهم.
- إعداد الإحصائيات الشاملة عن حجم وطبيعة مشاركة المنشآت السعودية والمهندسين السعوديين في المشاريع المختلفة ونسبة ذلك إلى إجمالي تلك المشاريع، وطبيعة التعاون مع الشركات الأجنبية.
- إبراز أهمية تعظيم مشاركة المنشآت الهندسية السعودية والمهندسين السعوديين في تنفيذ مختلف المشاريع والآثار الإيجابية التي يحققها ذلك.

الاستراتيجية الثامنة:
- تشجيع التكامل بين الشركات والمؤسسات الهندسية الوطنية لتمكينها من تنفيذ المشاريع الكبرى.
- السعي إلى إيجاد أنظمة وأسس تمكن مجموعة من المؤسسات الهندسية من القيام بتنفيذ جهود أو خدمات هندسية كمنظومة واحدة مشاركة فيما بينها.
- العمل بالتنسيق مع الجهات ذات العلاقة على إيجاد البيئة المشجعة لقيام مختلف المنشآت الهندسية السعودية بإناطة بعض متطلباتها لشركات سعودية متخصصة أو لمكاتب هندسية فردية، وبذلك تتعمق المقدرات وتزداد التنافسية ويتعزز التكامل مما يمكن المنظومة الهندسية السعودية من تنفيذ مشاريع أكبر وأكثر تعقيداً داخل وخارج المملكة.

الاستراتيجية التاسعة:
- العمل على تنمية المؤسسات الهندسية الصغيرة والمتوسطة والمكاتب الهندسية الفردية.
- إيجاد برامج فاعلة وموجهة لرعاية المكاتب الهندسية الصغيرة والمهندسين الأفراد تساعدهم وترشدهم إلى الأسس والقواعد المثلى للممارسة المهنية وتطويرها ونظم سير العمل والحصول على الأعمال.
- العمل على استصدار نظام لحصر فئات من المشاريع الهندسية في القطاعين العام والخاص على المؤسسات المتوسطة والصغيرة والمكاتب الهندسية الفردية للمساهمة في تنميتها.
- حث مؤسسات القطاع العام على الاستعانة بالمنشآت الهندسية والمهندسين السعوديين لتنفيذ برامجهم .

الاستراتيجية العاشرة:
توعية المجتمع بأهداف ومهام الهيئة وبدور قطاع الهندسة في تنفيذ البرامج التنموية المختلفة.
الخـطـط :
- إعداد خطة توعوية موجهة لكافة فئات المجتمع توضح الدور الذي تضطلع به الهيئة والإيجابيات التي تحققها أهداف الهيئة للمجتمع بصفته المستفيد الأول.
- إصدار سلسلة من الأدلة والكتيبات التي تخدم المواطن وترشده في جميع ما يحتاج إليه من الخدمات الهندسية.
- إبراز دور المهندس في المجتمع وإيضاح المفاهيم العامة لجميع التخصصات الهندسية والدور الذي يلعبه كل تخصص.
- إيضاح المفاهيم العامة لأدبيات ممارسة مهنة الهندسة، والمخالفات المهنية، والعقوبات والجزاءات واللوائح التنفيذية للهيئة، وكذلك قواعد احتساب أتعاب الخدمات الهندسية وأهمية التقيد بها.
- التوعية بأهمية التأهيل المهني للمهندسين وتدريبهم والاختبارات المهنية وإيضاح الفروقات المهنية بين مستويات التأهيل المختلفة والمسئوليات والواجبات المهنية التي تنبني عليها.

## وصلات خارجية
الموقع الرسمي للهئية السعودية للمهندسين
ميثاق المهندس 
مجلة المهندس